# Electrophaes niveonotata
Electrophaes niveonotata là một loài bướm đêm trong họ Geometridae.